# Люк Ніліс
Люк Ніліс (фр. Luc Nilis, нар. 25 травня 1967, Гасселт) — бельгійський футболіст, що грав на позиції нападника.
Виступав, зокрема, за клуби «Андерлехт» та ПСВ, а також національну збірну Бельгії.

## Клубна кар'єра
Народився 25 травня 1967 року в місті Гасселт. Вихованець футбольної школи клубу з комуни Зонговен (провінція Лімбург). З 13 років виступав за команди різних вікових груп клубу «Вінтерслаг». За основний склад дебютував у 1984 році. За два сезони в першій лізі провів 47 матчів і забив 16 голів.
Своєю грою за цю команду привернув увагу представників тренерського штабу «Андерлехта», до складу якого приєднався 1986 року. Відіграв за столичну команду наступні вісім сезонів своєї ігрової кар'єри. З другого сезону був основним гравцем атакувальної ланки команди. У складі «Андерлехта» чотири рази перемагав у чемпіонаті Бельгії і тричі  — в національному кубку. Фіналіст кубка кубків 1990 року. В чемпіонаті Бельгії провів 224 матчі і забив 127 голів (середня результативність — 0,57 гола за гру).
1994 року уклав контракт з клубом ПСВ. За шість сезонів у складі команди з Ейндговена двічі перемагав в чемпіонаті Нідерландів і по разу в кубку та суперкубку. В 1995 році був визнаний найкращим гравцем, а в двох наступних забивав найбільшу кількість голів у чемпіонаті. За ПСВ провів у лізі 164 матчі і забив 110 голів. 
За «Андерлехт» і ПСВ провів у європейських клубних турнірах 83 матчі (37 забитих голів).
Перед початком сезону 2000/01 перейшов до англійської «Астон Вілли», але в третьому матчі отримав тяжку травму — перелом ноги і був змушений завершити футбольну кар'єру.

## Виступи за збірну
За національну збірну дебютував 26 березня 1988 року. У Брюсселі господарі перемогли збірну Угорщини з рахунком 3:0. Першим забитим м'ячем за головну команду країни відзничився лише у 24 матчі. 24 червня 1994 року Люк Ніліс забив один із дев'яти голів у ворота збірної Замбії. 
У складі збірної Бельгії був учасником двох чемпіонатів світу (США 1994 і Франція 1998). Був учасником чемпіонату Європи 2000 року в Бельгії та Нідерландах. Всього за 13 років кар'єри у національній команді провів 56 матчів і забив 10 голів.

## Титули і досягнення

### Командні
- Чемпіон Бельгії (4): 1987, 1991, 1993, 1994
- Володар кубка Бельгії (3): 1988, 1989, 1994
- Володар Суперкубка Бельгії (2): 1987, 1993
- Чемпіон Нідерландів (2): 1997, 2000
- Володар кубка Нідерландів (1): 1996
- Володар суперкубка Нідерландів (3): 1996, 1997, 1998

### Особисті
- Найкращий футболіст Нідерландів (1): 1995
- Найкращий бомбардир чемпіонату Нідерландів (2): 1996, 1997

## Статистика
У національних чемпіонатах:
| Сезон   | Команда         | Матчі | Голи |
| ------- | --------------- | ----- | ---- |
| 1986/87 | «Андерлехт»     | 16    | 5    |
| 1987/88 | «Андерлехт»     | 32    | 14   |
| 1988/89 | «Андерлехт»     | 33    | 19   |
| 1989/90 | «Андерлехт»     | 27    | 10   |
| 1990/91 | «Андерлехт»     | 30    | 19   |
| 1991/92 | «Андерлехт»     | 27    | 16   |
| 1992/93 | «Андерлехт»     | 29    | 19   |
| 1993/94 | «Андерлехт»     | 30    | 25   |
| 1994/95 | ПСВ (Ейндговен) | 30    | 12   |
| 1995/96 | ПСВ (Ейндговен) | 31    | 21   |
| 1996/97 | ПСВ (Ейндговен) | 26    | 21   |
| 1997/98 | ПСВ (Ейндговен) | 24    | 13   |
| 1998/99 | ПСВ (Ейндговен) | 27    | 24   |
| 1999/00 | ПСВ (Ейндговен) | 26    | 19   |
| 2000/01 | «Астон Вілла»   | 3     | 1    |

В єврокубкових турнірах:
| Турнір         | «Андерлехт» | «Андерлехт» | ПСВ | ПСВ | Всього | Всього |
| Турнір         | І           | Г           | І   | Г   | І      | Г      |
| -------------- | ----------- | ----------- | --- | --- | ------ | ------ |
| Ліга чемпіонів | 27          | 15          | 17  | 3   | 44     | 18     |
| Кубок кубків   | 13          | 4           | 4   | 2   | 17     | 6      |
| Кубок УЄФА     | 12          | 7           | 10  | 6   | 22     | 13     |
| Всього         | 52          | 26          | 31  | 11  | 83     | 37     |